# Heimdal (schip, 1914)
De S/S Heimdal van 1914 was het achtste schip van de Dampskibsselskabet paa Bornholm af 1866. Het werd gebouwd door de scheepswerf Burmeister & Wain in Kopenhagen (bouwnummer 269), opgeleverd in 1914 en in de vaart genomen. Het tweede schip van de rederij heette ook de S/S Heimdal en stamt uit 1873. Dat schip werd in april 1910 verkocht.
Het werd ingezet op de route Rønne - Kopenhagen. Daarnaast werd het ook sporadisch ingezet op de route Rønne - Ystad, Rønne - Kolberg, Sassnitz en enkele cruisetochten naar Stockholm, Göteborg en België.
Tot en met 14 augustus 1929 heeft het voor Dampskibsselskabet paa Bornholm af 1866 gevaren. Hierna is ze verkocht aan rederij AB Svea in Zweden. Hier werd ze omgedoopt tot S/S Brynhild. 19 oktober 1959 werd ze verkocht aan AB Telfa (G A Andersson), Göteborg.
Skandia · Heimdal · Hjalmar · Thor · Bornholm · Skandia · Ørnen · Heimdal · Frem · Bornholm · Hammershus · Østersøen · Rotna · Ella · Kongedybet · Østersøen · Bornholm · Thorkild Lund · Bornholm · 66-Paketten · Bornholmerpilen · Hammershus · Rotna · Isefjord · Hammershus · Rotna · Povl Anker · Jens Kofod · Julle · Peder Olsen · Gute · Villum Clausen · Dana Hafnia · Clare · King Of Scandinavia · Bora Mari · Rügen · Vilja · Dueodde · Hammerodde · Skania · Leonora Christina